# Chloroclystis obsoleta
Chloroclystis obsoleta är en fjärilsart som beskrevs av Barend J. Lempke 1969. Chloroclystis obsoleta ingår i släktet Chloroclystis och familjen mätare. Inga underarter finns listade i Catalogue of Life.